# Lista do Patrimônio Mundial em Vanuatu
A Organização das Nações Unidas para a Educação, a Ciência e a Cultura (UNESCO) propôs um plano de proteção aos bens culturais do mundo, através do Comité sobre a Proteção do Património Mundial Cultural e Natural, aprovado em 1972. Esta é uma lista do Patrimônio Mundial existente em Vanuatu, especificamente classificada pela UNESCO e elaborada de acordo com dez principais critérios cujos pontos são julgados por especialistas na área. Vanuatu ratificou a convenção em 13 de junho de 2002, tornando seus locais históricos elegíveis para inclusão na lista.
O sítio Domínio do Chefe Roi Mata foi o primeiro local de Vanuatu incluído na lista do Patrimônio Mundial da UNESCO por ocasião da 32.ª Sessão do Comitê do Património Mundial, realizada em Quebec (Canadá) em 2008. Desde então, Vanuatu conta com apenas este sítio classificado como Patrimônio da Humanidade, sendo este de classificação Cultural. 

## Bens culturais e naturais
Vanuatu conta atualmente com os seguintes lugares declarados como Patrimônio da Humanidade pela UNESCO:
| | Domínio do Chefe Roi Mata |
| Bem cultural inscrito em 2008. |                           |
| Localização: Éfaté |                           |
| É o primeiro sítio registrado neste país. Consiste em três sítios do século XVII localizados nas ilhas de Efaté, Lelepa e Artok (agora no centro de Vanuatu) associados à vida e morte do último detentor do título de chefe ou Roi Mata. O bem inscrito inclui a residência do Roi Mata, o local onde faleceu e uma necrópole coletiva. Está intimamente associado às tradições orais daquele chefe e aos valores morais por ele defendidos. O sítio reflete a convergência entre tradição oral e arqueologia. Também atesta a persistência das reformas sociais empreendidas pela Roi Mata, que puseram fim aos conflitos que ainda perduram entre os habitantes da região. (UNESCO/BPI) |                           |

## Lista Indicativa
Em adição aos sítios inscritos na Lista do Patrimônio Mundial, os Estados-membros podem manter uma lista de sítios que pretendam nomear para a Lista de Patrimônio Mundial, sendo somente aceitas as candidaturas de locais que já constarem desta lista. Desde 2005, Vanuatu apresenta 5 locais em sua Lista Indicativa.
| Sítio                                                      | Imagem | Localização | Ano  | Dados UNESCO    | Descrição |
| ---------------------------------------------------------- | ------ | ----------- | ---- | --------------- | --- |
| Yalo, Apialo e a geografia sagrada do Noroeste de Malakula |        | Yap         | 2004 | Cultural: (iii) | Yalo e Apialo são duas cavernas "espirituais" localizadas no noroeste de Malakula. Os termos "yalo" e "apialo" significam "lugar dos espíritos" nas línguas dos Nambas. A caverna de Yalo está localizada no território dos Nambas e Apialo está localizada a aproximadamente 7 quilômetros ao sul de Yalo. |